# Pianificazione strategica
La pianificazione strategica è quel processo di pianificazione con il quale si fissano gli obiettivi di un sistema (territoriale, aziendale, statale) e si indicano i mezzi, gli strumenti e le azioni per raggiungerli in una prospettiva di medio/lungo periodo. Progetta le attività in corso nell'ambiente naturale esterno, descrivendo così i risultati prodotti, a prescindere che questi siano desiderati o no.
È un processo organizzativo necessario per definire una strategia o la direzione da prendere per assumere decisioni sulla allocazione di risorse. Al fine di determinare l'indirizzo strategico di un'organizzazione, è necessario comprendere la sua attuale posizione e le probabili vie attraverso le quali è possibile perseguire particolari percorsi d'azione. In generale, la pianificazione strategica risponde ad almeno una delle tre domande chiave:
1. "Che cosa facciamo?"
2. "Per chi lo facciamo?"
3. "Come facciamo a eccellere?"

George Friedman in “I prossimi 100 anni” sintetizza "il principio fondamentale della pianificazione strategica: sperare per il meglio, preparandosi per il peggio". Sono dotate di Piano strategico importanti metropoli quali New York, Londra, Lione, Monaco di Baviera, Barcellona, Vancouver e in Italia le città di Bari, Cagliari, Firenze, Milano, Torino, Trento e la Città Metropolitana di Genova.

## Storia
La fase di ricostruzione post bellica ha sviluppato delle teorie economiche negli anni 1950-1960 che pongono il focus sulle previsioni come elemento centrale nei modelli di pianificazione strategica. L'esito delle analisi condotte in quel periodo ha portato a stabilire che le tendenze in essere potessero essere utilizzate per gli scenari a medio e lungo termine. Le analisi, basate su dati numerici e l'accuratezza matematica delle tecniche utilizzate, hanno dato buoni risultati applicandole anche nel lungo periodo, per intervalli di tempo nei quali l'economia era stabile, come nel decennio del 1960. Nel decennio successivo, a seguito dello shock petrolifero del 1973 e la conseguente instabilità monetaria, si è passati a proporre una rosa di possibili scenari alternativi da utilizzare a seconda di quanto avveniva realmente. È stato il decennio dei futurologi, guidati dal gruppo presso lo SRI (Stanford Research Institute) e delle teorie di Herman Kahn (dello Hudson Institute) che lasciarono spazio al pessimismo degli anni '80. L'Organizzazione per la Cooperazione Economica e lo Sviluppo (OCSE), in un rapporto della fine degli anni ‘80, ha descritto la scena internazionale in termini di:
- maggiore interdipendenza internazionale
- crescente complessità nelle relazioni internazionali
- crescente competizione economica tra le nazioni
- crescente incertezza

A seguito di ciò molte organizzazioni si sono orientate verso una pianificazione per tempi relativamente brevi, anche nel caso delle organizzazioni più complesse, che si sono riferite ai propri bilanci, con verifiche quindi di intervalli annuali. Esistono, infatti, dei limiti pratici per la previsione di risorse da utilizzare nella pianificazione a lungo raggio in quanto sono necessari tempi lunghi di elaborazione oltre alla disponibilità di ingenti risorse in termini di denaro e personale dedicato. Si è stabilito conseguentemente che, con pochissime eccezioni, è necessaria una pianificazione a breve e lungo termine.

## I componenti chiave
I componenti chiave della pianificazione strategica includono la comprensione della visione di un'organizzazione, la sua missione, i valori e le strategie. Nel mondo commerciale la dichiarazione di una visione o la dichiarazione d'intenti possono racchiudere la visione e la missione.
- La visione delinea ciò che l'organizzazione vuole essere o come si vuole che sia il mondo in cui opera (una visione "idealizzata" del mondo).
- La missione definisce lo scopo fondamentale di un'organizzazione o di un'impresa, descrivendo in modo sintetico perché esiste e ciò che fa per realizzare la sua visione .
- I valori sono le convinzioni che sono condivise tra gli stakeholder di un'organizzazione .
- La strategia, definita in senso stretto, significa "l'arte del generale".

Le organizzazioni a volte riassumono gli scopi e gli obiettivi in una dichiarazione d'intenti o di visione. Altri iniziano con una visione e una missione e li usano per formulare scopi e obiettivi. Un approccio emergente è quello di utilizzare lo scenario del piano strategico all'interno di metodologie di pianificazione basate sulla teoria dei risultati. Quando si utilizza questa metodologia, il primo passo è quello di costruire un modello di risultati visivi di alto livello e ricercare le modalità che si ritiene siano necessarie per arrivare a loro. La visione e la missione sono quindi solo gli strati superficiali del modello visivo. Un'altra componente legata al concetto di pianificazione strategica di fondamentale importanza (secondo la teoria RBV) è la ricerca di un vantaggio competitivo, o ancora la ricerca di una competenza distintiva, che le permetta di raggiungere la mission in modo più efficiente e efficace.

## Strumenti e approcci
Gli strumenti includono:
- La valutazione equilibrata, che crei un quadro sistematico per la pianificazione strategica;
- La pianificazione mediante scenari, che è stata originariamente utilizzata in campo militare e recentemente utilizzata da grandi aziende per analizzare gli scenari futuri.
- L'analisi PEST (Politica, Economica, Sociale e Tecnologica)
- L'analisi PESTEL (Politica, Economica, Sociale, Tecnologica, Ambientale (da Environment), Legale)
- L'analisi EPISTEL (Ambientale, Politica, Informatica, Sociale, Tecnologica, Economica e Legale).
- L'approccio ATM (Condizioni antecedenti, Strategie di risultato, misurazione dei progressi e dell'impatto).[4]

## Analisi della situazione
Come le esperienze degli anni '70 e '80 hanno evidenziato, i cambiamenti imprevedibili possono essere molto disorientanti poiché generano discontinuità che creano fratture piuttosto che tendenze e rendono difficile determinare il futuro a lungo termine di un'organizzazione. Gli scenari hanno bisogno di essere manipolati, come opportunità, per quanto è positivamente possibile. Non esistono regole valide per tutti, per alcune aziende vanno bene orizzonti più brevi e per altre, come le società energetiche e farmaceutiche, quelli a lungo termine. La gestione proattiva è fondamentale per la leadership: si deve governare il futuro ovvero il futuro governerà noi, come sostiene Patrick Dixon, autore di Futurewise. Ci sono diversi fattori da valutare nell'analisi della situazione esterna:
1. I mercati (consumatori)
2. La competizione
3. La tecnologia
4. I mercati dei fornitori
5. I mercati del lavoro
6. L'economia
7. Il contesto normativo

Avendo questi fattori un'importanza critica, è raro trovarli tutti e sette. È anche raro trovare che i primi due, mercati e competizione, non abbiano un'importanza cruciale. Nel guardare al futuro i manager hanno a che fare con l'incertezza. Per questa ragione i processi utilizzati mirano in gran parte a identificare queste incertezze e gestire il loro impatto sull'organizzazione. In questo contesto, ci sono (usando la terminologia di Kees van der Heijden) tre tipi principali di incertezza:
1. Rischi - dove testimonianze storiche di eventi simili ci permettono di stimare le probabilità di risultati futuri.
2. Incertezze strutturali - in cui l'evento è abbastanza unico e non offre la prova di tali probabilità.
3. Inconoscibile - dove non possiamo nemmeno immaginare l'evento.

I manager possono essere ben utilizzati per gestire i rischi ordinari perché sono regolarmente a contatto con tali rischi e anzi sono stimolati a trovarne altri proprio per la loro caratteristica imprenditoriale. Qualora non vi sia un modello di risultati cui riferirsi che derivi da esperienze precedenti le decisioni diventano una questione di capacità di giudizio e questo è l'ambito in cui la pianificazione strategica può dare un contributo importante. Inconoscibili sono per definizione quegli scenari per i quali nulla può essere fatto per anticiparli, tranne sviluppare la capacità di reagire rapidamente. Per quanto riguarda specificatamente la pianificazione di mercato, i ricercatori hanno raccomandato una serie di fasi di azione o linee guida in base alle quali i pianificatori del mercato devono sviluppare il piano.

## Esempi
- Piano Strategico per Bologna[7]
- Il piano strategico di Dubai[8]
- Turismo ITALIA 2020 - Piano strategico governativo[9]
- Piano Strategico della Città Metropolitana di Genova[3]